# Angelo Paracucchi
Angelo Paracucchi (Cannara, 21 marzo 1929 – Foligno, 11 dicembre 2004) è stato un cuoco italiano.

## Biografia
Considerato come innovatore e uno dei padri della cucina creativa italiana, ha raggiunto la notorietà a livello nazionale aprendo, nel 1974, la "Locanda dell'Angelo", ad Ameglia, la cui struttura venne progettata da Vico Magistretti; in seguito, acquista notorietà anche all'estero, tanto che aprirà locali a Parigi e a Osaka, in Giappone.
Fra i primi sette ristoratori e chef d'Italia a vedersi attribuita la stella Michelin alla fine degli anni settanta, nel 1984 aprì il ristorante "Il Carpaccio" nello storico albergo Royal Monceau di Parigi. Il ristorante fu insignito (unico esempio di ristorante Italiano all'estero) della stella Michelin nel 1990.
Molti dei professionisti della cucina che hanno avuto affermazione negli anni novanta sono passati da una esperienza con Angelo Paracucchi. Per citarne alcuni: Giacomo Gallina, Francesco Zani, Mario Chiametti, Maurizio Marsili, Mario Frittoli, Alessandro Morelli, Emanuele Cappellini.

## Altre attività
È apparso in alcune trasmissioni televisive di carattere divulgativo al fianco dell'amico Luigi Veronelli.Per diversi anni, ha scritto articoli sulla cultura del cibo, per testate importanti,
come il Messaggero di Roma e "Il Piacere", rivista patinata, pubblicazione della metà degli anni Ottanta.
È stato autore di alcuni libri: 
- La cucina della Lunigiana, del 1981, raccolta di ricette tipiche dell'omonima regione;
- Cucina creativa all'italiana, del 1986, dove espone la sua filosofia;
- La cucina fra creatività e tradizione, del 2003, raccolta di ricette estratte dagli articoli del Messaggero.

Nel 2009 il comune di Cannara gli ha dedicato una via.
Il suo nome figura nella lista degli appartenenti alla loggia massonica P2.